# Mihai Ionescu (Fußballspieler, 1936)
Mihai Ionescu (* 19. November 1936 in Ploiești; † 19. Januar 2011 in Bukarest.) war ein rumänischer Fußballspieler und -funktionär.

## Werdegang
Ionescu stand ab 1960 bei Petrolul Ploiești als Torhüter zwischen den Pfosten, bis zu seinem Karriereende 1973 bestritt er 256 Partien in der Divizia A. Nachdem er 1963 mit dem Klub im Landespokal seinen ersten nationalen Titel geholt hatte, gewann er mit der Mannschaft in der Spielzeit 1965/66 den rumänischen Meistertitel. Seine Leistungen führten ihn 1965 in die rumänische Nationalmannschaft, in der er bis 1967 in 13 Länderspielen das Tor hütete.
Später engagierte Ionescu sich als Funktionär in der Federația Română de Fotbal sowie dem regionalen Verband im Kreis Prahova.
Anfang 2011 verstarb Ionescu im Alter von 74 Jahren kurz nach einer Operation in der Spitalul Clinic de Urgenţă in Bukarest.

## Erfolge
- Rumänischer Meister: 1966
- Rumänischer Pokalsieger: 1963